# Мацантика (Верона)
Мацантика је насеље у Италији у округу Верона, региону Венето.
Према процени из 2011. у насељу је живело 204 становника. Насеље се налази на надморској висини од 28 м.